# Lâu đài Bobrowniki

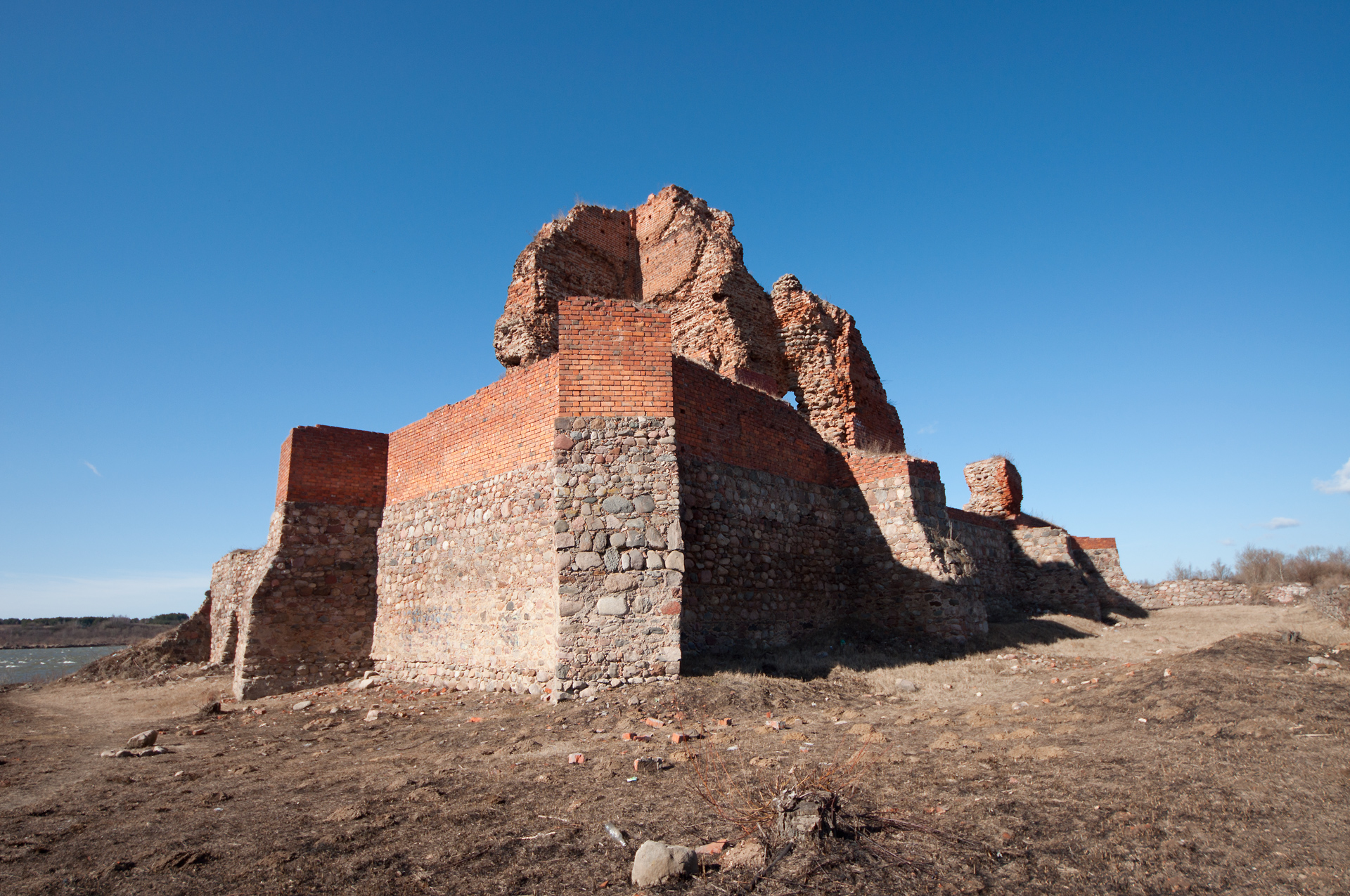
Tàn tích của lâu đài

Lâu đài Bobrowniki  được xây dựng bởi Hiệp sĩ Teutonic  vào cuối thế kỷ thứ XIV, đầu thế kỷ XV. Sau Hòa bình gai (1411), nó được Ba Lan tiếp quản, sau đó trở thành nơi cư trú của thị trưởng địa phương. Từ thế kỷ thứ XVIII, lâu đài nằm trong đống đổ nát.

## Lịch sử
Lâu đài Bobrowniki được xây dựng vào đầu thế kỷ thứ XIV và XV, sau khi các Hiệp sĩ Teutonic mua lại làng Bobrowniki vào năm 1392, có thể là một phần mở rộng của một pháo đài trước đó. Nó nằm trên địa điểm của một thành trì cũ, được thành lập bởi Công tước Dobrzyn, Ladislaus the Hump-back. Do sự gần gũi của biên giới quốc gia, những người lớn tuổi của Dobrzyń nad Wisłą không ngừng cải thiện các công sự xung quanh lâu đài, nơi trở thành trụ sở của chính quyền địa phương.
Năm 1405, Wladyslaw Jagiello đã mua Dobrzyn và Bobrowniki, nhưng 4 năm sau, Hiệp sĩ Teutonic tấn công lâu đài. Với sự giúp đỡ của sự phản bội của người chỉ huy phòng thủ, lâu đài Bobrowniki đã trở lại vào tay Teutonic chỉ để được trả lại cho Ba Lan vào năm 1411. Vị trí biên giới của nó một lần nữa trở thành nguyên nhân của nhiều khoản đầu tư vào việc hiện đại hóa cơ sở. Tuy nhiên, nó không còn đóng vai trò quân sự nào trong các cuộc chiến sắp tới. Trong Chiến tranh mười ba năm (1454 -1966), lâu đài phục vụ như một nhà tù dành cho các Hiệp sĩ của Dòng Teutonic bị bắt. Những thay đổi của biên giới quốc gia cuối cùng đã tước đi việc xây dựng bất kỳ vai trò chiến lược nào.
Vào thế kỷ XVII, nó đã bị tàn phá đến mức bị chính quyền địa phương bỏ rơi. Trong cuộc chiến với Thụy Điển,   trong nửa sau của thế kỷ thứ XVIII, cấu trúc gần như bị phá hủy hoàn toàn. Vào thế kỷ XIX, chính thức quyết định phá hủy lâu đài. Các di tích không có chủ sở hữu cho đến ngày nay.

## Kiến trúc
Người ta biết rất ít về sự xuất hiện của pháo đài vào thời của Hiệp sĩ Teutonic hoặc sau đó. Đối tượng có lẽ là hai cánh (các nguồn khác nói rằng đó là một hình vuông), được bao quanh bởi các bức tường và một con hào, với một cổng và một tháp hình trụ. Phần còn lại của sự huy hoàng trong quá khứ của lâu đài là các yếu tố của các bức tường kiên cố và một tháp canh.